# 8 mai 1959

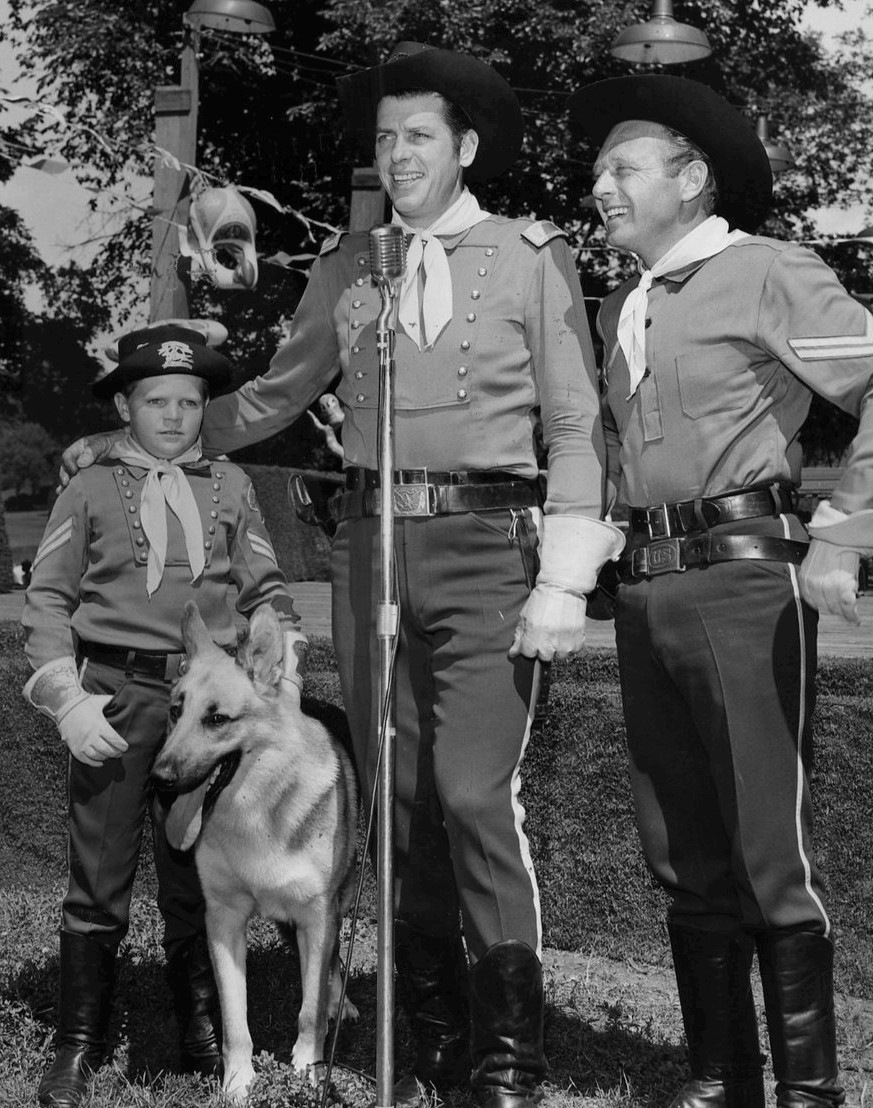
Le chien Rintintin.

Le vendredi 8 mai 1959 est le 128e jour de l'année 1959.

## Événements

### Politique
- 14e anniversaire de la capitulation de l'armée allemande le 8 mai 1945, date qui marquait la fin de la Seconde Guerre mondiale ;

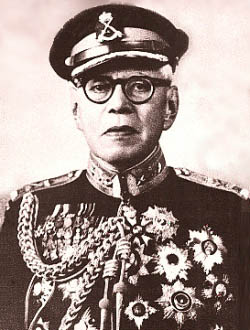
Ibrahim de Johor.
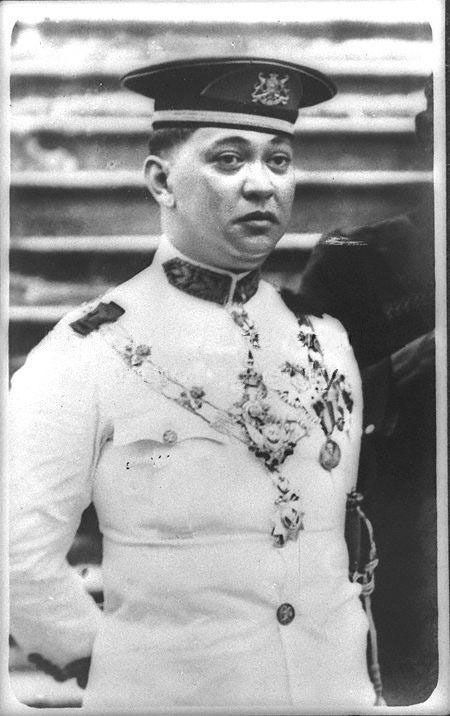
Ismail de Johor.

- Fin de règne et décès du sultan malaisien Ibrahim de Johor (en) (Ibrahim Al Masyhur Ibni Almarhum Sultan Abu Bakar Al-Khalil Ibrahim Shah) (né le 17 septembre 1873), sultan malaisien 22e sultan de Johor et 2e sultan du Johor moderne ;
- Début du règne du sultan malaisien Ismail de Johor (en) (Ismail Al Khalidi Ibni Al-Marhum Sultan Ibrahim Al-Masyhur), 23e sultan de Johor et 3e sultan du Johor moderne.

### Société
- Création par Mike Ilitch de l’entreprise de restauration rapide Little Caesar's spécialisée dans la pizza, aujourd’hui troisième chaîne de pizzas aux États-Unis.

### Culture
- Sortie du western américain Duel dans la boue réalisé par Richard Fleischer ;
- Fin de la diffusion de Rintintin, série télévisée américaine en 164 épisodes réalisée par Robert G. Walker et William Beaudine qui met en scène un jeune garçon et de son chien Rintintin.

## Naissances

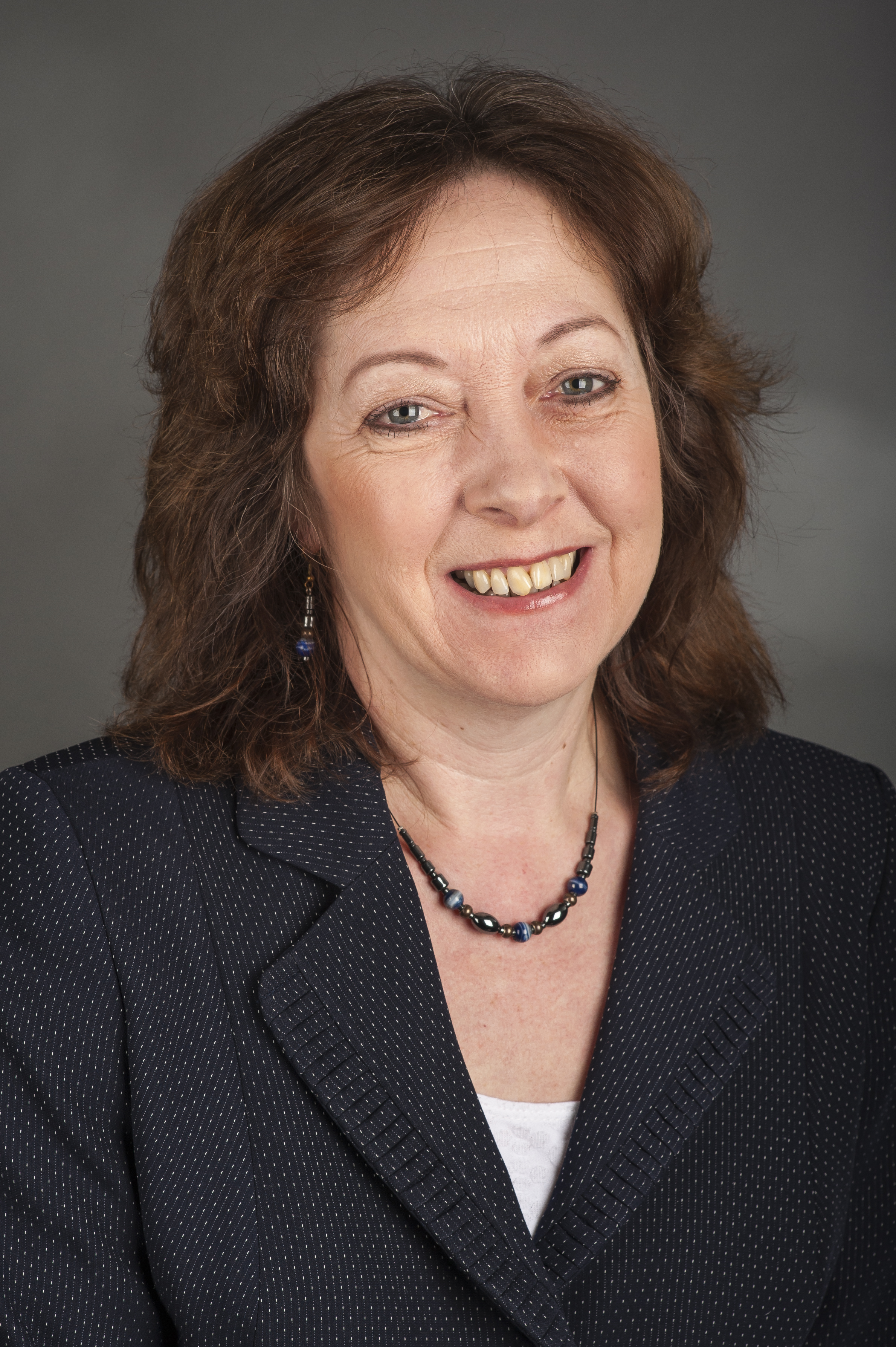
Jillian Evans, femme politique galloise.

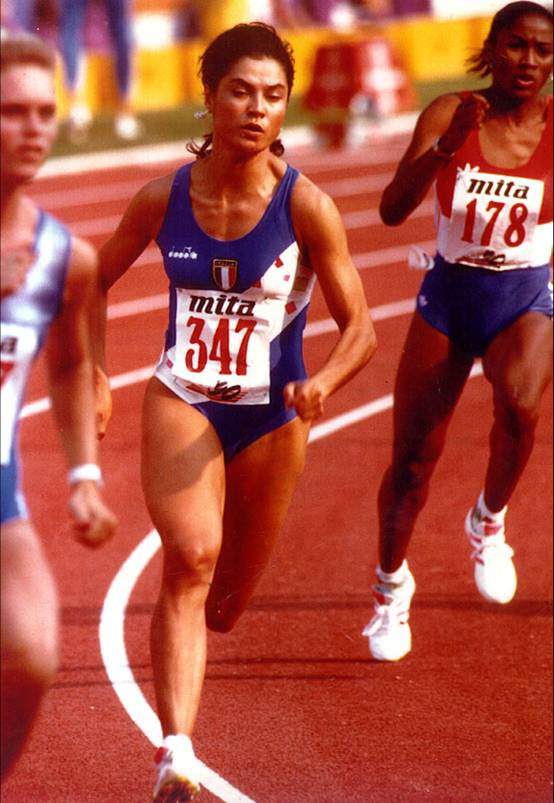
Marisa Masullo, athlète italienne.

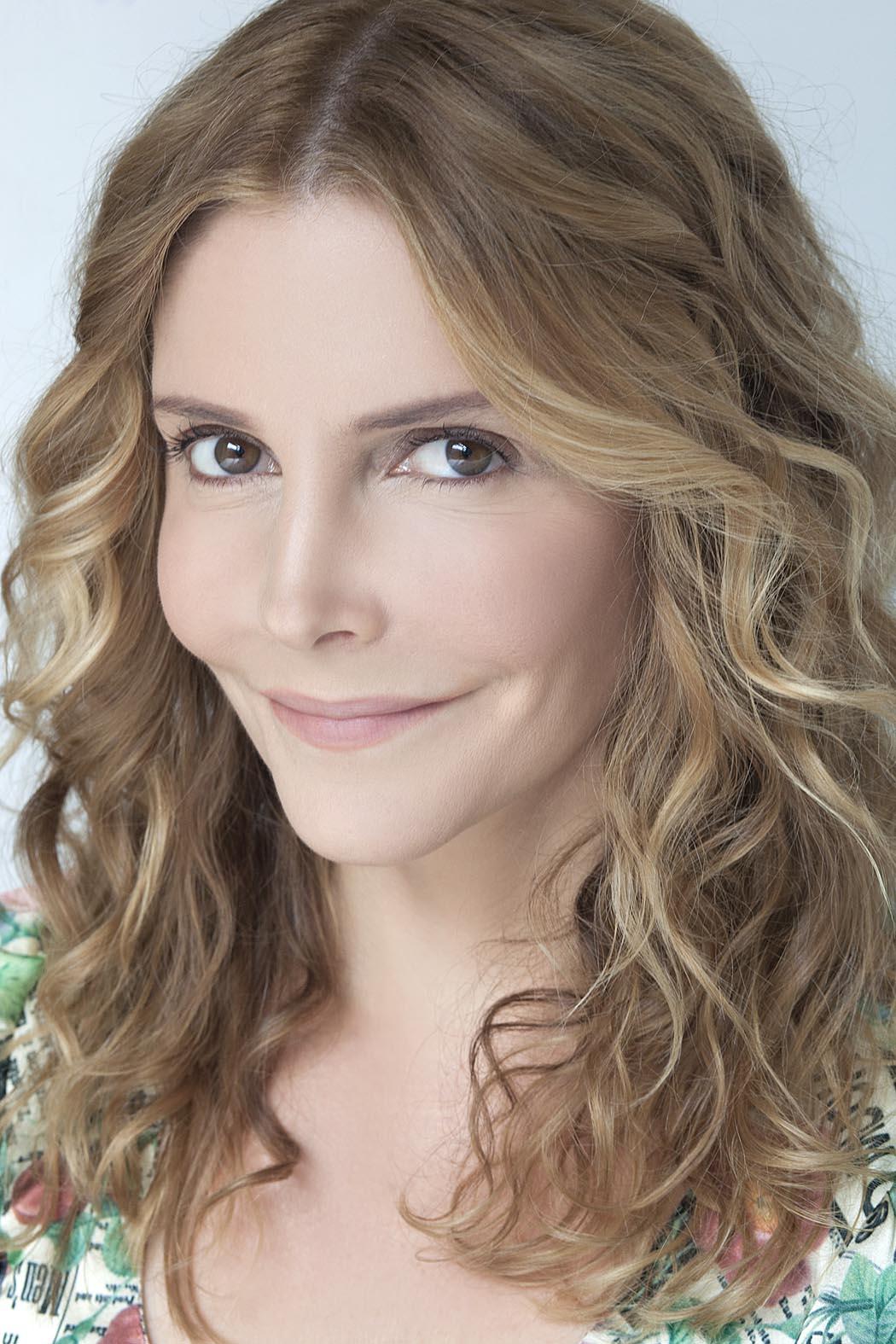
Maria Padilha, actrice brésilienne.

- Vladimir Arshba (en) (mort le 16 janvier 2018), homme politique abkhaze et ministre de la Défense de la République d'Abkhazie ;
- Brigitte Boccone-Pagès, femme politique monégasque ;
- María Victoria Calle (es), avocate et magistrate colombienne, première présidente de la Cour constitutionnelle de Colombie ;
- Yu Cheng-hsien (en), homme politique taïwanais, ministre de l’intérieur ;
- William Clapier, écrivain et théologien français ;
- Mohammed Dahman (en), footballeur syrien ;
- Éric Durnez (mort le 6 juin 2014), dramaturge et écrivain belge ;
- Jillian Evans, femme politique galloise ;
- Matthias Gangkofner (de), peintre et sculpteur allemand ;
- Mark Greene (en), joueur australien de football australien ;
- Marianne Hammerl (de) (morte le 23 février 2008, psychologue allemande ;
- Ingrid Jagersma (en), joueuse de cricket néo-zélandaise ;
- Alan Lilley (en), joueur de cricket anglais ;
- Uwe Lohmann (de), homme politique allemand ;
- Ronnie Lott, joueur de football américain ;
- Kevin McCloud (en), designer, écrivain et présentateur de télévision britannique ;
- David Manners, noble de la pairie d’Angleterre ;
- Marisa Masullo, athlète italienne ;
- Carsten Maschmeyer (en), homme d’affaires allemand, investisseur et écrivain ;
- Michel Landuyt (nl), homme politique belge ;
- Lee Murnane (en), joueur australien de football australien ;
- Orio Odori (it), compositeur et chef d’orchestre italiano ;
- Maria Padilha, actrice brésilienne ;
- David Pierce (en) (mort le 20 mai 2000), boxeur anglais ;
- Bert Poolmanis (en), biochimiste hollandais ;
- Johanna Maria Quis (de), femme politique allemande ;
- Ikue Sakakibara (en), actrice et chanteuse de J-pop japonaise ;
- Plinio Serena, footballeur italien ;
- Igor Sláma, cycliste tchèque ;
- Maneyapanda Muthanna Somaya (en), joueur de hockey indien ;
- Blanca Treviño, dirigeante de Softtek, entreprise mexicaine de technologies de l’information ;
- Benny Van Brabant, coureur cycliste belge ;
- Gilles Vannelet, pilote automobile français ;

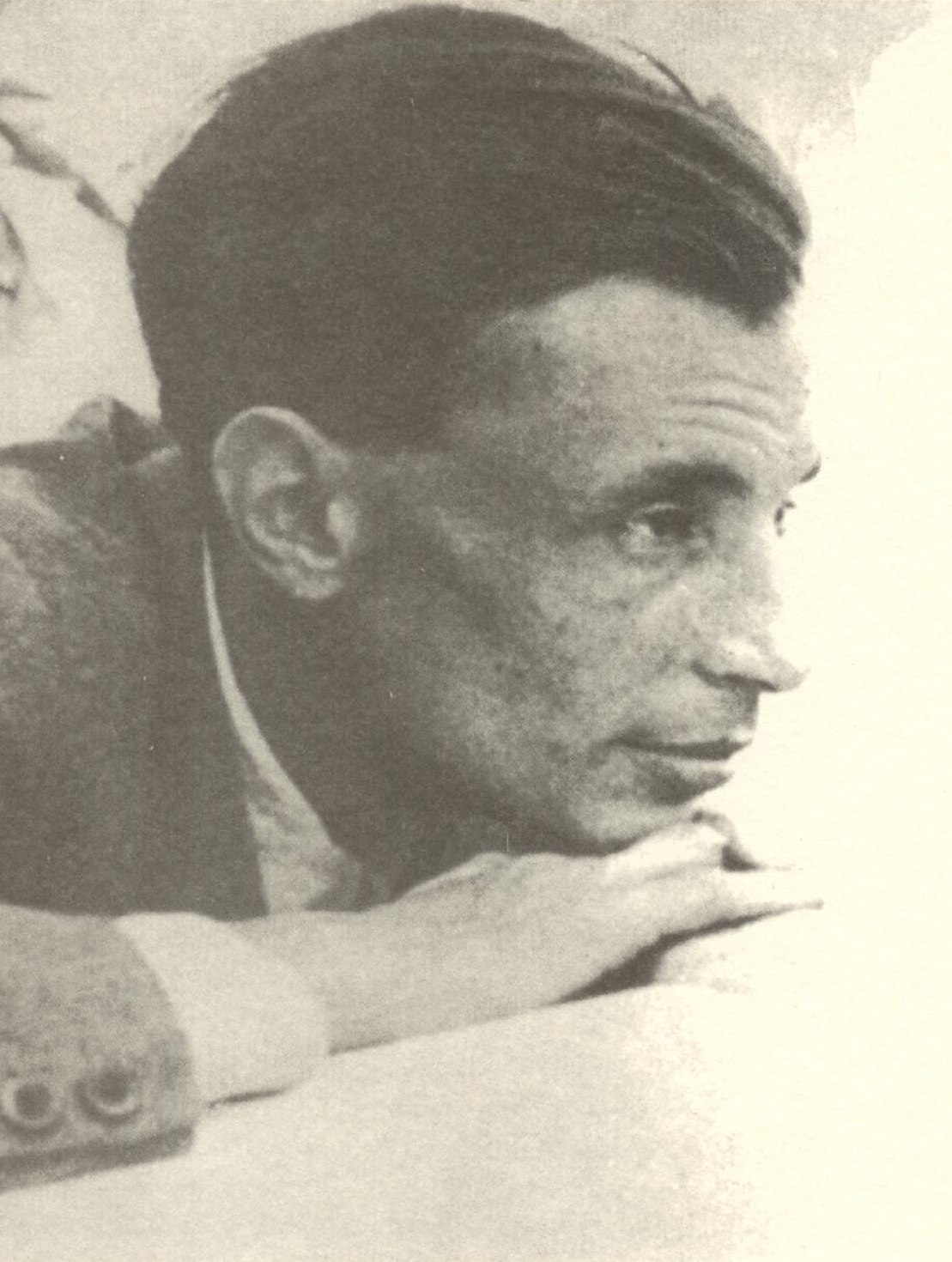
Renato Caccioppoli, mathématicien italien.

- Albrecht Prinz von Croÿ (en), journaliste et consultant allemand ;
- Peter Wallenberg (en), homme d’affaires et pilote de course suédois ;
- André Wiss, footballeur français.

## Décès
- Tom Baxter (en) (né le 23 février 1884), joueur australien de football australien ;
- Renato Caccioppoli (né le 20 janvier 1904), mathématicien italien ;
- Charlie Curtis (en) (né le 17 décembre 1878), joueur australien de football australien ;
- John Fraser (en) (né le 19 décembre 1881, joueur canadien de football ;
- Erich Hoffmann (né le 25 avril 1868), dermatologue allemand, inventeur de l'image éclairée en microscopie ;
- Donald A. Quarles (en) (né le 30 juillet 1894), ingénieur en communications américain.